# Llista de bailiffs de Jersey

Escut de Jersey

Aquesta és una llista dels bailiffs de Jersey. El 1290 foren nomenats bailiffs separats per a Guernsey i Jersey.
La llista de bailiffs només es pot seguir veritablement des del nomenament de Philippe L'Evesque el 1277, encara que bailiffs anteriors són esmentats i el càrrec potser data del 1204.

## Segle XVI
- Hostes Nicolle 1561-1564
- John Dumaresq 1566-1583
- George Paulett 1583-1586
- John Dumaresq 1586-1587
- George Paulett 1587-1591
- John Dumaresq 1591-1594
- George Paulett 1594-1614

## Segle XVII
- Jean Herault 1614-1621
- William Parkhurst 1622-1624
- Jean Herault 1624-1626
- Philippe de Carteret 1627-1643
- Michel Lemprière 1643
- George de Carteret 1643-1651
- Michel Lemprière 1651-1660
- George de Carteret 1660-1661
- Philippe de Carteret 1661-1662
- Philippe de Carteret 1662-1665
- Edouard de Carteret 1665-1682
- Philippe de Carteret 1682-1693
- Edouard de Carteret 1694-1703

## Segle XVIII
- Charles de Carteret 1703-1715
- John, Lord Carteret 1715-1763
- Robert, Lord Carteret 1763-1776
- Henry-Frederick, Lord Carteret 1776-1826

## Segle XIX
- Thomas Le Breton 1826-1831
- Jean de Veulle 1831-1848
- Thomas Le Breton 1848-1857
- Jean Hammond 1858-1880
- Robert Pipon Marett 1880-1884
- George Clement Bertram 1884-1898
- Edouard Charles Malet de Carteret 1898

## Segle XX
- W. H. Venables Vernon 1899-1931
- Charles E. Malet de Carteret 1931-1935
- Alexander Coutanche 1935-1962
- Cecil Stanley Harrison 1962
- Robert Le Masurier 1962-1975
- Frank Ereaut 1975-1985
- Peter Crill 1986-1995
- Philip Bailhache 1995-

(llista incompleta)
̟